# Fredrik Malmberg (ämbetsman)
För andra betydelser, se Fredrik Malmberg.
Carl Fredrik Gösta Malmberg, född 7 november 1966 i Skövde, är en svensk ämbetsman och tidigare politiker (folkpartist).
Fredrik Malmberg har en examen från internationella ekonomprogrammet med inriktning på franska vid Göteborgs universitet. Han var förbundsordförande i Liberala Ungdomsförbundet mellan 1991 och 1995 och har varit ledarskribent på Göteborgs-Posten. Efter sin tid som förbundsordförande arbetade han bland annat som stabschef åt folkpartiledaren Lars Leijonborg innan han lämnade politiken för en karriär inom Rädda barnen, där han var chef för Sverigeprogrammet och regional representant för Rädda Barnen i Syd- och Centralasien.
Regeringen utsåg 9 juli 2008 Malmberg till barnombudsman och 17 november 2008 tillträdde han posten som chef över myndigheten Barnombudsmannen. Våren 2014 förlängdes hans förordnande med ytterligare tre år. 1 juni 2017 utsågs Malmberg till generaldirektör för Specialpedagogiska skolmyndigheten. 20 januari 2023 tillträdde Malmberg som direktör för Institutet för mänskliga rättigheter i Lund.